# 財政の現況及び見通し
財政の現況及び見通し（ざいせいのげんきょうおよびみとおし）とは、日本の年金諸法（国民年金法、厚生年金保険法）によって政府に作成が義務付けられる、年金財政に係る収支についてその現況及び財政均衡期間における見通しを検証した報告書のことである。「財政の現況及び見通し」を作成する作業のことを財政検証という。

## 概説
厚生年金保険法第2条の4においても、同内容の規定が置かれている。
公的年金制度は長期的な制度であるため、社会・経済の変化を踏まえ、適切な年金数理に基づいて、長期的な年金財政の健全性を定期的に検証することは、公的年金の財政運営にとって不可欠なものである。このため、少なくとも5年ごとに、国民年金及び厚生年金の財政の現況及び見通しの作成（財政検証）を実施している。年金財政の健全性を点検する取り組みであることから「年金の定期健康診断」とも呼ばれている。なお2004年（平成16年）までは「財政再計算」の名称を用いていたが、国庫負担の引き上げ、マクロ経済スライドの導入等により、給付と負担の均衡を図るにあたり長期的（おおむね100年間）な年金財政の状況を見通すことが必要となったことから、2009年（平成21年）より「財政検証」と称している。
財政検証においては、今後の社会・経済状況について一定の前提を置く必要があるが、これらは様々に変化しうるものであることから、少子高齢化、労働力率、経済状況（物価上昇率、賃金上昇率、運用利回り等）等について複数のケースを設定している。財政検証の結果、次の財政検証までに所得代替率が50%を下回ると見込まれる場合には、給付水準調整の終了その他の措置を講ずるとともに、給付及び負担の在り方について検討を行い、所要の措置を講ずることとされる（国民年金法平成16年改正附則）。